# Shiretoko nationalpark
Shiretoko nationalpark (知床国立公園 Shiretoko-kokuritsukōen) täcker större delen av halvön Shiretoko som ligger på Hokkaidos nordöstra spets i Japan.
Halvön och parken är en av de mest avlägsna platserna i Japan och större delen av halvön kan bara nås till fots eller med båt. Parken är mest känd för att hysa Japans största björnpopulation och för att man härifrån kan se den omtvistade ön Kunashiri, ockuperad av Ryssland och hävdad av Japan.
Området blev 14 juli 2005 klassat som ett världsarv på Unescos världsarvslista på kriterierna xi och x för dess unika ekosystem och skydda av hotade arter. Området har endemiska och hotade arter som jättefiskuv och Viola kitamiana.